# صفقة أو لا صفقة
صفقة أو لا صفقة، (بالإنجليزية: Deal or no Deal)‏ هو برنامج هولندي الأصل من أبتكار شركة إندمول العالمية، يجمع الترفيه والمواقف الحساسة حيث يتفاعل المشتركون أمام ضغوطات تتطلب جرأة وحسم. انفعالات عفوية، ضغط، حرق أعصاب، وقرارات صعبة. عملية اختيار كل مشترك جاءت بشكل أساسي وفق انتمائه لوضع اجتماعي معين. بمعنى أنه يعيش توقا" لتحقيق أمنية أو حلم أو مشروع ما. أمام كل مشترك علبة أو حقيبة محتواها يتراوح بين مبلغ صغير و آخر قد تكون الجائزة المقدمة. مفاوضات حثيثة تتم على مسار الحلقة، يتوصل في نهايتها المشترك إلى ربح جائزة مالية معينة.

## فكرة البرنامج
في كل حلقة عدد محدد من المتبارين، و ذلك حسب عدد العلب أو الحقائب التي تم اعتمادها، التي ممكن أن تكون 24،22 أو 26 و وهذا يعود إلى النسخة التي تم اعتمادها. قبل كل شيء يتم اختيار مشترك، إما عشوائيا من خلال الكومبيوتر أو بعد إجراء لقاء مع عدد من الأشخاص المرشحين للعب. بدوره يقوم المشترك يختيار علبة من الموجودين أمامه لكي يلعب عليها.
عندما ينتقل المشترك إلى وسط المسرح يباشر بفتح علب زملائه المشتركين الآخرين أو حقائب الصبايا، ليتوصل إلى اكتشاف المبلغ الموجود في
علبته وذلك على عدة مراحل. محتويات العلب محاطة بسرية مطلقة، لا أحد يعرف ما في داخلها، فهي تصل إلى المسرح مختومة من قبل جهة
مستقلة. خلال مسار الحلقة وفي نهاية كل مرحلة، يجري البنك اتصالا ويعرض على المشترك مبالغ مغرية لكي يبيع علبته. القرار يعود للمشترك وحده أن يقبل العرض المطروح من قبل البنك أو أن يرفضه. هنا يلعب المقدم دورالوسيط بين المشترك والبنك، فهو ينقل فقط عرض البنك، لأنه يقوم بالتحدث مع البنكير عبر الهاتف.
هكذا، ووفقا للخيارات المتخذة، تستكمل مجريات الحلقة مع مداخلات عبر الهاتف من قبل البنك. المشترك لا يعرف مسبقا ما هي العروض، ولا
يمكنه أن يتوقع أي شيء. وتستمر المفاوضات حتى فتح آخر علبة، للتوصل في النهاية إلى فتح صندوقه الخاص.

## النسخ العربية
تم إنتاج من هذا البرنامج خمسة نسخ عربية منه، بحيث ثلاثة منها محلية في تونس، مصر ولبنان و أثنتان على مستوى العالم العربي.
| النسخة    | اسم البرنامج             | تقديم       | القناة         | الجائزة المقدمة                     | سنة العرض |
| --------- | ------------------------ | ----------- | -------------- | ----------------------------------- | --------- |
| العربية   | الصفقة                   | أمير كرارة  | ام بي سي 1     | مليون دولار أمريكي                  | 2004      |
| العربية   | ديل أور نو ديل           | ميشال سنان  | ال بي سي       | 250 ألف دولار أمريكي                | 2006      |
| التونسية  | دليلك ملك                | سامي الفهري | تونس 7         | مليون دينار تونسي                   | 2007      |
| التونسية  | دليلك ملك                | سامي الفهري | التونسية       | 500 ألف دينار تونسي                 | 2014      |
| الجزائرية | أدي ولا خلي              | سفيان داني  | تلفزيون الشروق | 5 مليون دينار جزائري                | 2015      |
| اللبنانية | ديل أور نو ديل           | ميشال سنان  | أم.تي.في       | 200 مليون ليرة لبنانية              | 2009      |
| المصرية   | لعبة الحياة              | رزان مغربي  | الحياة         | 250 ألف جنيه مصري 500 ألف جنيه مصري | 2009 2010 |
| المصرية   | ديل أور نو ديل: الاختيار | مايا دياب   | النهار         | 250 ألف جنيه مصري                   | 2012      |

## مصدر
- «الصفقة» مع ميشال سنان على «ال بي سي»

الحياة 2006-03-30.

## روابط خارجية
- صفقة أو لا صفقة على موقع IMDb (الإنجليزية)